# Anna Skrzetuska
Anna Skrzetuska, po mężu Sochacka (ur. 25 lutego 1932 w Warszawie, zm. 15 listopada 2020 w Gdyni) – polska łyżwiarka, zawodniczka łyżwiarstwa szybkiego, reprezentantka kraju.

## Życiorys
Była wychowanką CWKS Warszawa. W latach 1950–1951 uprawiała lekką atletykę, w 1950 została wicemistrzynią Polski juniorek w biegu na 200 metrów, w 1951 wicemistrzynią Polski seniorek w biegu przełajowym na 1,2 km. Jej rekord życiowy na 200 metrów wynosił 29,0 (25.06.1950), na 500 metrów – 1:23,1 (7.08.1951).
Łyżwiarstwo zaczęła uprawiać w 1951 roku.
Reprezentowała Polskę na wielobojowych mistrzostwach świata w 1958 (12 m.), 1959 (14 m.), 1960 (12 m.) i 1961 (9 m.). Na wielobojowych mistrzostwach Polski zajęła kolejno: 3 m. na 3000 metrów w 1954, 3 m. w 1956 (była wówczas druga na 3000 metrów i trzecia na 500 i 1500 metrów), 2 m. w 1958 (zajęła wówczas drugie miejsce w biegach na 500 metrów, 1000 metrów, 1500 metrów i 3000 metrów), 2 m. w 1959 (wygrała wówczas bieg na 3000 metrów, na 500 i 1000 metrów była druga, na 1500 metrów trzecia), 2 m. w 1960 (wygrała wówczas bieg na 500 metrów, na 1000, 1500 i 3000 metrów była druga), 1 m. w 1961 (wygrała wówczas biegi na 1000 metrów, 1500 metrów i 3000 metrów, a na 500 metrów była druga). W 1952, 1960 i 1961 została drużynową mistrzynią Polski, a w 1952 była także mistrzynią Polski w sztafecie 4 × 500 metrów.
Była rekordzistką Polski na 500 metrów (48,40 – 20.02.1960), 1000 metrów (1:48,40 – 10.01.1955), 5000 metrów (10:44,80 – 1954), wieloboju (500 m + 1000 m + 1500 m + 3000 m), wynikiem 205,283 (26.02.1961). Kilkukrotnie ustanawiała także rekordy klubowe. W 1958 uzyskała tytuł Mistrza Sportu.
W 1962 zakończyła karierę sportową.
Po zakończeniu kariery zawodniczej zamieszkała w Gdyni. Była organizatorką sekcji łyżwiarstwa szybkiego w klubie Start Gdynia oraz inicjatorką budowy w Gdyni toru do łyżwiarstwa szybkiego, tzw. Brodzika.